# Museu Nacional Honestino Guimarães
Le Museu Nacional Honestino Guimarães est un musée brésilien créé et administré par le gouvernement du District fédéral du Brésil. Le musée et la Bibliothèque nationale de Brasilia forment le complexe culturel de la République João Herculino. Le musée est situé à Brasilia, la capitale du pays, dans le secteur culturel sud, lot 2 esplanade des ministères, entre la gare routière et la cathédrale Notre-Dame d’Aparecida.